# 여진 (지진)

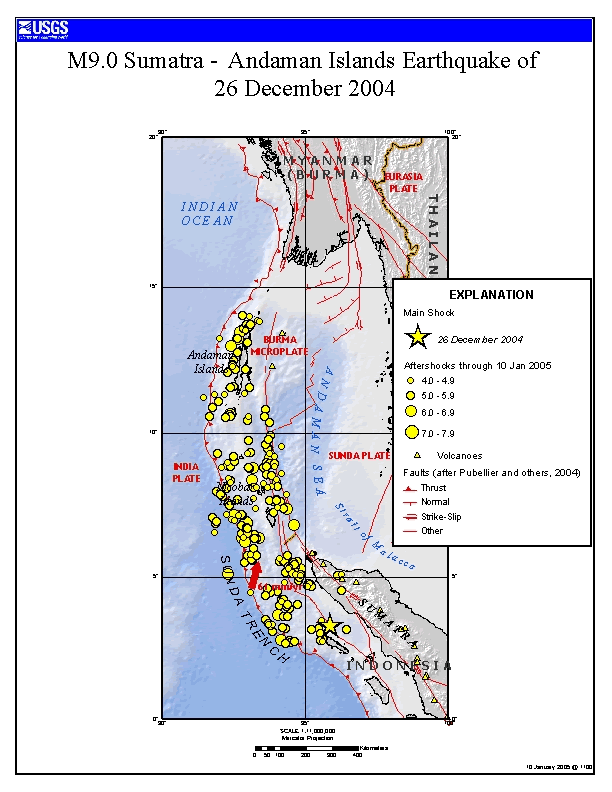
2004년 인도양 대지진의 여진을 기록한 지도

여진(餘震, Aftershock)은 지진학에서 큰 지진이 발생한 이후에 발생하는 작은 지진을 의미한다. 큰 지진의 영향으로 이동한 지구의 지각이 다시 재조정되며 이동하면서 남은 탄성에너지를 마저 해소하기 위해 발생한다. 큰 지진이 발생한 이후에는 지진계로 감지할 수 있는 수백에서 수천 회의 여진이 발생하며 일정한 패턴에 따라 이러한 여진의 크기와 빈도는 시간이 갈수록 감소하며 본진 발생으로부터 수 개월이나 수 년 후에도 발생할 수 있다. 이렇게 여진이 발생하는 지역을 여진역(餘震域)이라고 한다.
일부 지진의 경우에는 주 단층파열이 여러 차례 발생하여 여러 차례의 본진이 일어난다. 이런 지진은 이중지진으로 알려져 있으며 일반적으로 거의 비슷한 규모이며 거의 동일한 지진파형을 가진다는 점에서 여진과 구별할 수 있다.

## 여진의 분포와 여진역
대부분의 여진은 단층 파열이 일어난 전체 영역(진원역)에서 일어나며, 단층면 자체를 따라 일어나거나 본진의 충격과 관련된 지각 변형으로 영향을 받은 지역 내의 다른 단층을 따라 일어난다. 일반적으로 여진은 단층면에서 단층 파열 길이와 동일한 길이의 지역에서 일어난다.
여진의 발생 위치 패턴은 본진으로 단층이 미끄러진 면적의 크기를 확인하는데 도움이 된다. 2004년 인도양 초거대지진과 2008년 쓰촨 대지진의 경우 두 지진 모두 여진의 분포는 단층 파열이 시작된 곳인 진원이 미끄러진 단층 영역의 한쪽 끝에 있음을 볼 수 있으며, 이는 단층의 파열이 비대칭적으로 이뤄졌다는 것을 보여준다. 예를 들어, 여진역의 넓이를 길이 L [km]의 단층대라고 가정한다면 본진의 규모 M과의 관계는 아래와 같다.
{\displaystyle \log L=0.5\times M-1.8.}
또한 여진은 본진의 진원 깊이가 얕을 수록 더 많이 발생하는 경향이 있다.

### 여진역 이외의 지진
대지진이 발생한 후 직접적인 관련이 있는 여진역 외의 다른 지역에서 큰 지진이나 지각변동이 발생할 수 있다. 이런 지진은 본진의 진동이 전달되거나 지하의 암반 왜곡 방식이 변화하면서 지진이 유발된 것으로 추정되며 대지진의 본진에 따른 "여효변동" 중 하나로 취급하거나 유발지진이라는 여진과는 별개의 독립적인 지진으로 간주한다.

## 시간에 따른 여진 규칙
시간에 따른 여진의 규모와 그 발생 빈도는 잘 확립된 아래의 몇가지 경험적인 규칙을 따른다.

### 오모리 법칙
여진의 빈도는 본진이 발생한 후 대략적으로 시간에 따라 점차적으로 줄어드는 모양새를 띈다. 이런 경험적인 관계식은 1894년 일본의 지진학자인 오모리 후사키치가 처음으로 공식화했으며 이를 오모리의 법칙이라고 한다. 오모리의 법칙은 아래와 같이 표현된다.
{\displaystyle n(t)={\frac {k}{(c+t)}}}
여기서 k와 c는 지진마다 서로 달라지는 상수이며 t는 시간이다. 현재 일반적으로 사용하는, 1961년 일본의 지진학자 우쓰 도쿠지가 수정한 오모리 법칙 공식 혹은 우쓰-오모리 법칙은 아래와 같다.
{\displaystyle n(t)={\frac {k}{(c+t)^{p}}}}
여기서 p는 여진감쇠율을 보정하는 또 다른 상수이며 일반적으로 0.7에서 1.5 사이의 값에 해당한다.
위의 방정식에 따르면 여진의 발생 비율은 시간이 지나면 빠르게 감소한다. 여진의 비율은 본진 발생 이후 시간에 반비례하며 이 관계를 통해 미래에 여진이 발생할 확률을 추정할 수 있다. 따라서 본진이 일어난 당일에 여진이 일어날 확률이 어떻게 되든 그 다음 날의 확률은 전날 확률의 1/2이며, 10일 후의 확률은 첫 날 확률의 1/10에 해당한다. 이런 패턴은 여진의 통계학적인 양상만을 표현한다. 여진이 실제로 발생하는 실제 시각, 횟수 및 위치는 추계학적이며 대략적인 패턴만을 따른다. 오모리 법칙은 경험적인 법칙이기 때문에 각 상수값은 본진이 발생한 이후 수집한 데이터에 보정해서 얻어지며, 이런 각 상수는 어떠한 경우에도 특정 일반적인 물리적 법칙을 보이진 않는다.
우쓰-오모리 법칙은 여진 활동의 변화를 설명하는 미분방정식의 해를 구해 이론적으로도 얻었는데, 이 미분방정식을 해석하면 지진의 본진이 있었던 단층이 비활성화된다는 발상에 기초해 얻어졌다. 또한 이전의 우쓰-오모리 법칙은 지진 발생 당시 핵형성 과정에서도 얻어졌다. 이런 방정식을 해석하면 여진의 공간적, 시간적 분포가 공간에 의존하는 것과 시간에 의존하는 것 두 가지로 나눌 수 있음을 보여준다. 또한 훨씬 최근에는 반응형 미분방정식의 유리수형 해를 풀어 구할 수도 있는데, 이중 거듭제곱 법칙 모델은 여러 가지 방향으로 여진 발생 빈도가 감소함을 보여주며 그 중에는 우쓰-오모리 법칙과 같은 모습도 존재한다.

### 보트의 법칙
여진의 빈도를 설명하는 또 다른 법칙으로는 스웨덴의 지진학자인 마르쿠스 보트가 밝힌 보트의 법칙이 있다. 보트의 법칙에 따르면 본진의 규모와 최대여진의 규모 차이는 본진의 규모와 상관없이 거의 일정하게 모멘트 규모 기준 일반적으로 1.1-1.2 차이가 난다.

### 구텐베르크-릭터 법칙

b 값이 1일 때 구텐베르크-릭터 그래프의 모습.

여진의 발생 빈도는 일반적으로 주어진 시간 동안 한 지역에서 발생한 지진의 규모와 총 발생 횟수 사이의 관계를 나타내는 구텐베르크-릭터 법칙을 따른다.
{\displaystyle \!\,N=10^{a-bM}}
이 식에서
- {\displaystyle \!\,N}은 규모 {\displaystyle \!\,\geq M}의 지진이 일어날 횟수이다.
- {\displaystyle \!\,M}은 본진의 규모이다.
- {\displaystyle \!\,a}와 {\displaystyle \!\,b}는 상수이다.

## 여진의 영향과 피해
여진의 발생은 보통 정확하게 예측할 수 없고, 규모도 클 수 있으며 본진의 충격으로 손상된 건물에 추가적인 충격으로 붕괴시킬 수 있기 때문에 위험하다. 더 규모가 큰 지진은 여진의 규모도 더 크며 그 여진들은 특히 지진학적으로 지진 발생이 더 조용했던 지역에서 큰 본진이 발생했다면 여진이 몇 년, 혹은 그 이후로도 계속 이어질 수 있다. 예를 들어, 미국의 뉴매드리드 지진대의 경우 1811-1812년 발생했던 본진 이후 200년이 지난 현재에도 오모리의 법칙을 따르는 여진이 계속 발생하고 있다. 여진 발생은 지진 발생 빈도가 배경 발생 수준으로 떨어졌을 때 끝난 것으로 간주된다. 즉, 시간이 지나면서 여진 발생 횟수가 본진 이전 발생했던 지진 빈도와 비슷해져 더 이상 감소 현상을 볼 수 없을 때 끝났다고 볼 수 있다.
뉴마드리드 인근의 지각 변동은 매년 0.02 mm 이하로 확인되며 이는 캘리포니아 전역에서 샌안드레아스 단층의 영향으로 연간 평균 37 mm의 지각변동이 관측되는 것과는 매우 큰 차이가 있다.
여진이 계속되면 이재민들은 불면증과 지진 멀미, 정신적 스트레스에 시달린다. 본진으로 인한 스트레스보다 오래 지속되는 여진으로 인한 스트레스가 더 큰 것으로 알려졌다. 동일본 대진재의 경우에도 주관적인 건강 악화의 가장 큰 원인은 여진 때문인 것으로 밝혀졌다.

## 여진 모델
지진학자들은 연쇄적인 전진과 여진을 연구하기 위해 전염병형 여진군 모델(ETAS)를 사용한다.

## 방재정보에서 여진 표현의 문제
큰 지진이 발생한 직후에는 일련의 여러 지진 활동이 본진-여진형 지진(최초로 발생한 큰 지진이 최대규모의 지진인 양식)인지를 판별하기가 어렵다. 2016년 일본에서 발생한 구마모토 지진의 경우 4월 14일 큰 지진이 발생한 이후 일본 기상청은 "향후 3일간 진도 6약 이상의 여진이 발생할 확률은 20%"라고 발표했다. 이처럼 일본 기상청은 최초로 발생한 규모 M6.5의 지진을 본진으로 간주해 여진 발생 확률을 발표했지만 실제로는 4월 16일 이보다 더 큰 규모 M7.3의 지진이 발생해 시간이 지나면서 오히러 지진 활동 영역이 더 커지는 문제가 발생했다.
2016년 구마모토 지진의 "여진 전망에 대한 정보"에서는 다음의 문제점이 지적되었다.
1. 내륙 지각 내부에서 일어나는 규모 M6.4 이상의 지진은 기존의 본진-여진형 지진(일련의 지진군에서 가장 먼저 발생한 지진이 가장 큰 규모의 지진인 형태)에 대한 여진 확률 평가 방법(1988년 지진조사위원회)의 판단조건이 항상 맞지는 않는다는 점.[19]
2. '여진'이라는 용어는 정보 수용자에게 첫 번째 지진보다 더 큰 규모의 지진이나 강한 흔들림이 올수 있지 않다고 오해를 줄 수 있다는 점.[19]
3. 여진 확률값이 일반인의 감각으로는 매우 낮은 확률로 해석되어 안심해도 괜찮다는 정보도 오인할 수 있다는 점.[19]

위와 같은 사례로 방재 정보를 전달할 때 "여진"이라는 표현은 최초의 지진보다 규모가 더 큰 지진이나 강한 흔들림이 발생하지 않는 인상을 주고, 그 확률도 일반적인 사람의 감각으로는 작은 확률로 느껴져 방재 정보가 와닿지 않는다는 지적이 나왔다. 이 때문에 같은 해인 2016년 8월 19일 일본 기상청은 오해를 불러일으키기 쉬운 대지진 이후 '여진'이라는 표현이나 '여진 확률' 발표를 아에 폐지하였다. 대신 진도5약 이상의 지진이 발생하면 약 7일간 동일한 규모의 지진이 일어날 수 있으며, 이후 상황에 따라 "진도6약 이상의 지진이 발생할 확률은 평상시의 XX배" 등으로 바꿔 발표하도록 재검토했다.

## 같이 보기
- 지진
- 본진
- 전진
- 유발지진